# Kopf-Hals-Karzinom
Unter Kopf-Hals-Karzinomen versteht man eine Gruppe bösartiger (maligner) Tumoren, die im Kopf-Hals-Bereich ihren Ursprung haben. Die Malignome im Kopf-Hals-Bereich weisen, in Abhängigkeit vom Ort ihrer Entstehung, individuelle Besonderheiten auf. In Deutschland erkranken pro Jahr rund 17.000 Menschen an Krebs im Kopf- und Halsbereich. Häufig ist eine Infektion durch Humane Papillomviren (HPV) die Ursache. Männer erkranken durchschnittlich mit 64 Jahren, Frauen mit 66 Jahren. In der Mehrzahl (über 90 %) handelt es sich um Plattenepithelkarzinome. Die meisten bösartigen Tumoren im Kopf-Hals-Bereich werden erst in einem fortgeschrittenen Stadium entdeckt, was zu einer erheblichen Verschlechterung der Prognose führt. Die Therapie wird, je nach Lokalisation, von HNO-Ärzten oder Mund-, Kiefer- und Gesichtschirurgen (MKG) vorgenommen.
Zu den Kopf-Hals-Karzinomen werden unter anderem folgende Krebserkrankungen gerechnet
- Mundhöhlenkarzinom
- Nasopharynxkarzinom (Nasenrachenkrebs)
- Oropharynxkarzinom (Mundrachenkrebs)
- Hypopharynxkarzinom (Schlundrachenkrebs)
- Larynxkarzinom (Kehlkopfkrebs)
- Tracheakarzinom (Luftröhrenkrebs)

## Epidemiologie
Weltweit sind Krebserkrankungen im Kopf-Hals-Bereich heute die sechsthäufigste Malignomerkrankung. Diese Krebsform wird zunehmend bei alten Menschen und jungen Frauen beobachtet.

## Ätiologie
Die Hauptursache für die meisten Krebserkrankungen im Kopf-Hals-Bereich ist der Nikotinmissbrauch in Form von Tabakrauchen. Tabakrauchen potenziert das Risiko, an einer Form von Kopf-Hals-Krebs zu erkranken erheblich. Die Wahrscheinlichkeit erhöht sich zudem noch durch den übermäßigen Konsum von hochprozentigem Alkohol, der hierbei als Lösungsmittel für die im Zigarettenrauch befindlichen Kanzerogene dient.
Bei einigen Formen von Kopf-Hals-Karzinomen kommen noch andere Risikofaktoren hinzu:
- Schlechte Mundhygiene und scharfe Zahnkanten beispielsweise beim Mundhöhlenkarzinom
- Etwa 25 % der oralen Plattenepithelkarzinome sind mit humanen Papillomviren (HPV) assoziiert. Diese verhalten sich im Vergleich zu den Tumoren ohne HPV-Belastung gutartiger.
- Ein Schilddrüsen- und Speicheldrüsenneoplasma kann durch eine erhöhte Strahlenexposition ausgelöst werden.
- Wenn eine entsprechende genetische Disposition beim Patienten vorliegt, kann eine Infektion mit dem Epstein-Barr-Virus zu Nasenrachenkrebs führen.
- Nach bisherigem Kenntnisstand ist die Exposition mit beruflich bedingten Karzinogenen für bösartige Kopf-Hals-Tumoren von untergeordneter Bedeutung. Einen Zusammenhang aufgrund einer erhöhten Inzidenz wird derzeit lediglich bei Karzinomen der inneren Nase durch bestimmte Lösungsmittel, beziehungsweise durch die Aufnahme von Hartholzstaub gesehen.

Der Genuss von Betelnüssen führt in einigen Ländern Südostasiens offenbar auch zu einem Anstieg der Erkrankungen an Kopf-Hals-Tumoren.

## Prophylaxe
Der größten Schutz vor Krebserkrankungen im Kopf-Hals-Bereich bietet der Verzicht auf Tabakkonsum. Eine ausgewogene und vitaminreiche Ernährung und das Vermeiden zu heißer Speisen haben, wie auch die regelmäßige Zahnpflege (gegebenenfalls auch eine Zahnsanierung), eine prophylaktische Wirkung. Allerdings bewirkte die Gabe von Betacarotin bei Rauchern zur Krebsprävention genau das Gegenteil: Das Risiko, an Krebs zu erkranken, stieg signifikant an. Ähnliche Ergebnisse wurde schon in den 1990er Jahren bezüglich Lungenkrebs bei Rauchern festgestellt, die ebenfalls Beta-Carotin erhielten.

## Diagnose
In den meisten Fällen werden die Kopf-Hals-Karzinome anhand ihrer Symptome von vielen Patienten selbst festgestellt. Bei dauerhaften Lymphknotenschwellungen am Hals, Schluckbeschwerden mit unklarer Ursache und länger anhaltenden Heiserkeiten (ab drei Wochen) sollte umgehend ein Hals-Nasen-Ohrenarzt aufgesucht werden. Bei andauernden Schwellungen oder nicht abheilenden Wunden im Mundbereich (länger als 14 Tage) sollte zur Abklärung ein Mund-, Kiefer- und Gesichtschirurg aufgesucht werden.
Die ersten Untersuchungen werden durch klinische Inspektion, Abtasten oder bei tieferer Lokalisation mit einem Laryngoskop durchgeführt (Laryngoskopie). Sollte sich ein entsprechender Anfangsverdacht erhärten, werden in der Regel bildgebende Diagnoseverfahren eingesetzt.
Sie sind auch wichtig für die spätere Therapieplanung. Mit Hilfe des sogenannten Tumorstagings wird die Ausdehnung des Tumors bestimmt und festgestellt, ob bereits Lymphknoten- oder Fernmetastasen oder aber gar ein Zweitkarzinom an anderer Stelle vorhanden sind.
Als bildgebende Verfahren kommen die Sonographie (Ultraschalldiagnostik), die Magnetresonanztomographie (MRT), die Computertomographie (CT), sowie die Positronenemissionstomographie (PET) in Frage. Mittels klassischem Röntgen kann der Brustkorb und bei Kontrastmittelgabe die Speiseröhre untersucht werden. Auch eine Sonographie des Bauchraumes oder eine Skelettszintigraphie können – je nach Ergebnis der Erstdiagnose – durchgeführt werden.
Nach den bildgebenden Verfahren wird meist eine Biopsie durchgeführt, um die Bösartigkeit des Tumors zweifelsfrei nachzuweisen zu können.
Bei entsprechend positivem Befund wird anschließend mit dem Patienten ein entsprechender Therapieplan aufgestellt.

## Therapie
Die Therapie kann, abhängig von Tumorort, Tumorart und Tumorstadium, unterschiedlich ausfallen. Wie bei vielen anderen Krebserkrankungen auch können die drei üblichen Therapieformen Chirurgie, Chemotherapie und Strahlentherapie – meist auch kombiniert – zum Einsatz kommen. Bei Tumoren der Mundhöhle und des oberen Rachenraums ist jedoch die Chirurgie die primäre Behandlungsmethode. Diese wird je nach Tumorstadium durch eine Bestrahlungs- und/oder Chemotherapie ergänzt.
Über die einzelnen Behandlungsmethoden sei auf die entsprechenden Einzelartikel über die verschiedenen Kopf-Hals-Karzinome verwiesen.